# Mompha ochraceella
Mompha ochraceella là một loài bướm đêm thuộc họ Momphidae. Nó được tìm thấy ở hầu hết châu Âu.
Sải cánh dài 14–16 mm. Con trưởng thành bay từ tháng 5 đến tháng 8.
Ấu trùng ăn Epilobium species, bao gồm Epilobium hirsutum. They mine the stems và later the leaves of their host plant. The leaf mine consists of a lower-surface blotch in a low growing leaf. The blotch is centered over the midrib. The mine contains little or no frass.

## Hình ảnh

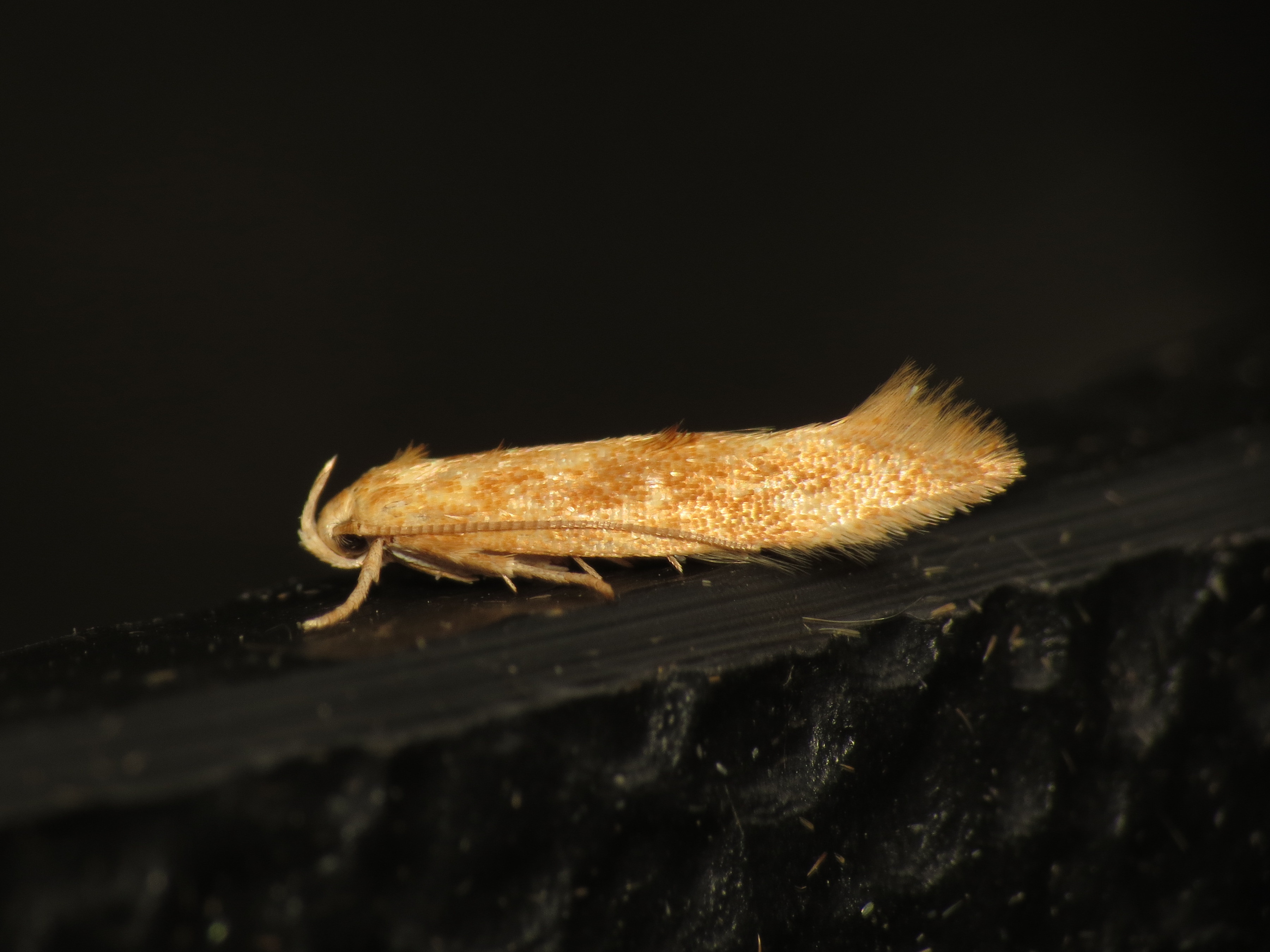